# Adalbert Sternberg

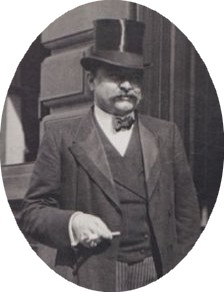
Adalbert Graf von Sternberg

Graf Adalbert Sternberg (mit vollem Namen: Adalbert Wenceslaus Heinrich Leopold Maria Graf von Sternberg, tschechisch: Vojtěch Václav Sternberg; * 14. Jänner 1868 in Pohrlitz; † 25. April 1930 in Wien) war ein österreichisch-tschechoslowakischer Politiker und Publizist.

## Leben
Adalbert Sternberg entstammte dem alten böhmischen Adelsgeschlecht der Grafen von Sternberg. Sein Vater Leopold von Sternberg war ein hochdekorierter General. Nach dem Besuch des Gymnasiums schlug auch Adalbert Sternberg die Militärlaufbahn ein und diente 1886 als Einjährig-Freiwilliger beim Dragonerregiment Nr. 8, 1888 war er „Leutnant der Reserve“. Nach einem kurzzeitigen Studium der Nationalökonomie an der Universität Straßburg unternahm er zahlreiche Reisen durch West- und Südeuropa, Kleinasien, Afrika, Nordamerika, Afghanistan, Indien und Spitzbergen.
Seine Leidenschaft für Frauen, Alkohol und Glücksspiel führten zu einigen Duellen. Aufgrund einer Spielschuld unternahm er 24-jährig einen Selbstmordversuch. Daraufhin wurde ihm der Offiziersrang aberkannt und er wurde in eine Klinik für Geisteskranke in Graz eingewiesen (Richard von Krafft-Ebing diagnostizierte „unheilbare Moraldefekte“). 1898 wurde sein militärischer Rang rehabilitiert. 1899 beteiligte er sich aus Kriegslust auf Seite der Buren am Burenkrieg, nachdem er von den Briten abgewiesen wurde. Zurück in Europa veröffentlichte er darüber ein viel beachtetes Buch, in dem er in euphorischem Ton über den Krieg und moderne Kriegsführung berichtete.
Nach seiner Rückkehr begann er, sich politisch zu betätigen. Er war gut vernetzt, zu seinen Bekannten zählte auch der Thronfolger Franz Ferdinand. Dieser zürnte seinem Onkel, dem Kaiserbruder Erzherzog Ludwig Viktor, weil der über Franz Ferdinands Ehefrau zu spotten pflegte. Um sich zu rächen, fädelte Franz Ferdinand eine Intrige ein, nachdem der Erzherzog 1904 im Wiener Centralbad von einem Mann geohrfeigt worden war. Sternberg verfasste kurz nach dem Vorfall ein spöttisches Couplet vom Dampfbade, das er auf einem Fest der Fürstin Croÿ – in Anwesenheit Ludwigs – von Volkssängern vortragen ließ, sehr zur Heiterkeit der Hofgesellschaft. Gemeinsam mit seiner Cousine Fürstin Nora Fugger bauschte er die Geschichte auf diese Weise zum Skandal auf, sodass Franz Ferdinand und seine Freunde den Kaiser überreden konnten, seinen Bruder aus Wien zu verbannen.
1904 wurde Sternberg als Nachfolger für den verstorbenen Abgeordneten Jan Jaroš in den Reichsrat gewählt, wo er sich rasch den Ruf eines sowohl unterhaltsamen als auch ungehaltenen Redners erwarb: Dem deutschnationalen Abgeordneten Karl Hermann Wolf etwa drohte er am 4. Oktober 1905 zuerst „ein paar Watschen“ an und warf dann ein Wasserglas gegen ihn. Ein anderes Mal versuchte er eine Abstimmung dadurch zu verhindern, dass er sich der Wahlurne bemächtigte. Aktionen wie diese förderten seine Popularität und seinen Ruf als aufmüpfigen Volksvertreter. Als tschechischer Abgeordneter setzte er sich für eine starke Position Böhmens innerhalb der Monarchie ein. Politisch stand er auf den Prinzipien des Katholizismus, der Krone und des Militärs. Dies hielt ihn allerdings nicht davon ab, auch Vertreter von Kirche, Adel und Armee zu kritisieren. Die „Hofkamarilla“ rund um den alten Kaiser etwa hielt er in ihrer Verkommenheit für die wahren Schuldigen am Niedergang des Vielvölkerreiches. 1907 wurde er erneut in den Reichsrat gewählt. Er kandidierte auch einige Male bei böhmischen und mährischen Landtagswahlen, allerdings erfolglos, obwohl er nach amerikanischem Vorbild mit einem Automobil Wahlreisen unternahm.
Beim Ausbruch des Ersten Weltkriegs teilte Sternberg die allgemeine Kriegseuphorie und meldete sich – 47-jährig – an die Front, wo er zunächst als Ordonnanzoffizier diente. 50-jährig absolvierte er eine Pilotenausbildung und absolvierte Erkundungsflüge. Für seine erfolgreichen Einsätze wurde er mehrfach ausgezeichnet.
Nach dem Krieg konzentrierte sich Adalbert Sternberg auf die publizistische Tätigkeit, er verfasste Bücher und Artikel auf Deutsch und auch auf Tschechisch, obwohl er die Sprache nicht besonders gut beherrschte. Auch eigene Zeitschriften, die „Tagesfragen“ und „Sternberg’s Halbmonatsschrift“, gab er heraus.
Nach dem Ende der Monarchie wurde Sternberg Tschechoslowake. Als er 1925 als „Ausländer“ wegen seiner Kritik an der jungen Republik Österreich wieder einmal des Landes verwiesen wurde, rief ihm Anton Kuh am Bahnhof zu: 

„Ich bitte Sie wenigstens darum, dass Sie als einer der letzten Europäer Wiens jetzt im Ausland diesen Staat nach Kräften diskreditieren, und gratuliere Ihnen dazu, dass Sie ihn verlassen müssen.“

Er durfte allerdings bald wieder nach Österreich einreisen. Adalbert Sternberg verstarb am 25. April 1930 im Sanatorium Fürth an einer Alkoholvergiftung.

## Werke (Auszug)
- Meine Erlebnisse und Erfahrungen im Boerenkriege. Georg Reimer, Berlin 1901. Digitalisat online im Internet Archive.
- Die böhmische Frage. Prag 1904.
- Die Barbaren von Marokko: Reisestudien. Wiener Verlag, Wien 1908.
- Radioglaube an Gott, ein Buch für Ungläubige. Verlag für Kulturpolitik, Berlin 1925.
- Warum Österreich zugrunde gehen musste. Tagesfragen, Giesshübel bei Solmus in Böhmen 1927.
- Hrsg. von Hans Rochelt: Adalbert Graf Sternberg (1868–1930): aus den Memoiren eines konservativen Rebellen. Löcker, Wien 1997, ISBN 3-85409-265-2.